# Episodio psicotico acuto
Un episodio psicotico acuto è un disturbo mentale transitorio, seguito dal recupero delle funzioni neuropsichiche. Il tempo confermerà se l'evento è da considerarsi o meno un episodio isolato. La durata è tipicamente di poche ore o giorni (diventando un disturbo psicotico breve). Può essere la manifestazione occasionale di un disturbo da stress post-traumatico e/o depressione e/o ansia. A volte è espressione sintomatica di un'intossicazione, sclerosi multipla, epilessia, emicrania, attacco ischemico transitorio o altra patologia neurologica. Quando gli episodi psicotici si ripetono si può configurare un quadro di psicosi.
Tipicamente l'episodio psicotico si manifesta in una o più delle seguenti modalità:
1. percezione come se fossero reali di sensazioni inesistenti visive, uditive, tattili, olfattive (allucinazione)
2. convinzione e credenze irrealistiche (delirio) e/o persecutorie (paranoia)
3. importanti difficoltà comunicative, dal mutismo alla confabulazione

Se non vi sono ragioni di sospettare cause diverse (depressione puerperale, mania, trauma psicologico) è prudente sospettare un possibile primo episodio di schizofrenia da seguire per 1-2 anni con profilassi farmacologica anche in assenza di altri episodi. Nei minorenni, l'episodio è monitorato da sanitari di neuropsichiatria infantile, nella maggiore età può essere compito dello psichiatra affiancato o meno da uno psicoterapeuta.